# Faune et flore du Brésil

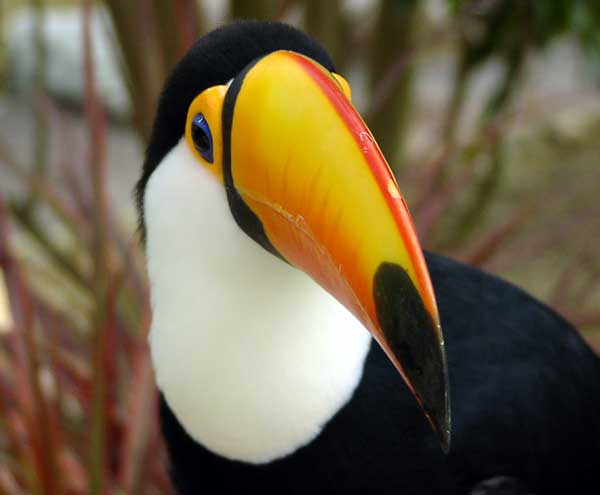
Le toucan toco est un animal typique des savanes brésiliennes.

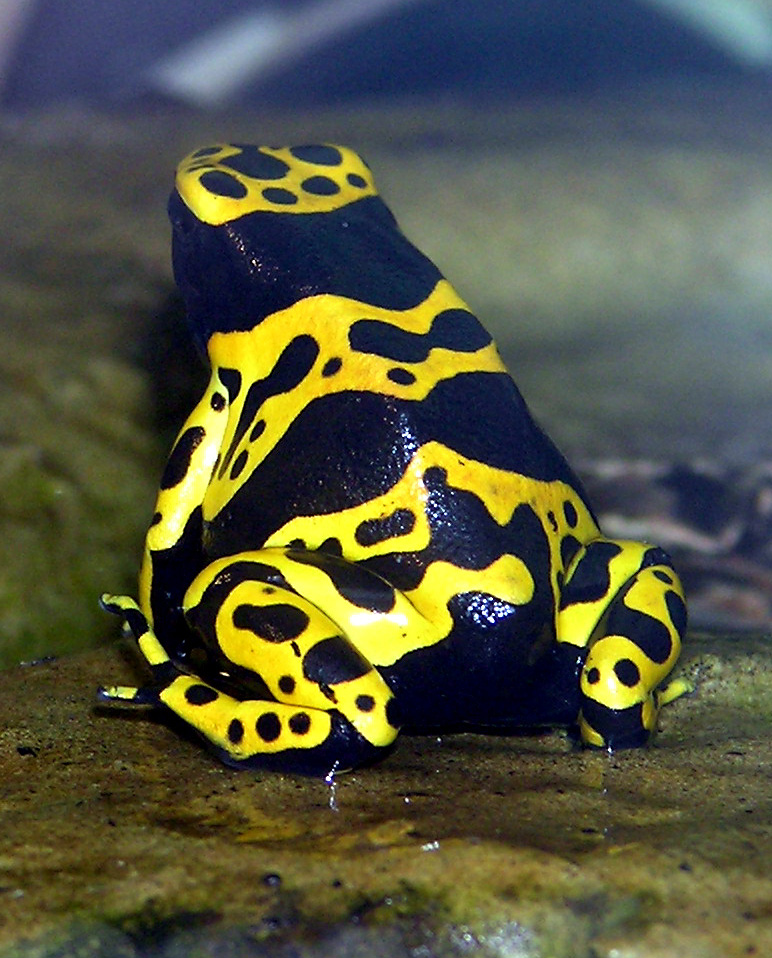
De nombreuses variétés de grenouilles venimeuses, telles que cette grenouille venimeuse à bandes jaunes, peuvent être trouvées dans les jungles du Brésil.

La faune et flore du Brésil comprend tous les animaux, plantes et champignons qui se rencontrent au Brésil.

## Présentation
Le Brésil, de par sa vaste superficie et sa diversité géographique, fait partie des 17 pays mégadivers de biodiversité. Abritant 60 % de la forêt amazonienne, qui compte environ un dixième de toutes les espèces du monde, le Brésil est considéré comme ayant la plus grande biodiversité de tous les pays de la planète. Il compte ainsi le plus grand nombre d’espèces connues de plantes (60 000), de poissons d'eau douce (3 000), d'amphibiens (1 188), de serpents (430) d'insectes (90 000) et de mammifères (775),. Il se classe également troisième sur la liste des pays avec le plus d'espèces d’oiseaux (1 971) et troisième aussi avec le plus d'espèces de reptiles (848),.
Avec plus de 50 000 espèces d’arbres et plantes, il occupe la première place en matière de biodiversité végétale. Aucun autre pays n’a répertorié autant de variétés d’orchidées et de palmiers. Environ les deux tiers de toutes les espèces au monde se trouvent dans les zones tropicales, coïncidant souvent avec des pays en développement comme le Brésil. C'est le deuxième pays avec le plus d'espèces endémiques après l'Indonésie,.

## Biodiversité
Concernant le règne animal, il existe un consensus général selon lequel le Brésil possède le plus grand nombre de vertébrés et d'invertébrés terrestres de tous les pays du monde. Cette grande diversité de faune peut s'expliquer en partie par la superficie du Brésil et la grande diversité de ses écosystèmes tels que la forêt amazonienne, la forêt atlantique, le Cerrado, le Pantanal, la Pampa et la Caatinga. Les chiffres publiés sur la diversité de la faune brésilienne varient d'une source à l'autre, car les taxonomistes sont parfois en désaccord sur la classification des espèces et les informations peuvent être incomplètes ou obsolètes. En outre, de nouvelles espèces continuent d’être découvertes et certaines espèces disparaissent à l’état sauvage. Le Brésil possède la plus grande diversité de primates (131 espèces) et de poissons d'eau douce (plus de 3 150 espèces) de tous les pays du monde. Il revendique également le plus grand nombre de mammifères avec 775 espèces, le troisième plus grand nombre de papillons avec 3 150 espèces, le troisième plus grand nombre d'oiseaux avec 1 982 espèces et le troisième plus grand nombre de reptiles avec 848 espèces. Cependant il existe un grand nombre d'espèces en danger, dont beaucoup vivent dans des habitats menacés tels que la forêt atlantique ou la forêt amazonienne.
Les scientifiques ont décrit entre 96 660 et 128 843 espèces d'invertébrés au Brésil. Selon une estimation de 2005 de Thomas M. Lewinsohn et Paulo I. Prado, le Brésil abrite environ 9,5 % de toutes les espèces et 13,1 % du biote trouvés dans le monde ; ces chiffres sont probablement sous-estimés selon les auteurs.
On en connait suffisamment sur les champignons brésiliens pour affirmer avec certitude que le nombre d'espèces indigènes doit être très élevé et très diversifié : dans les travaux presque entièrement limités à l'État de Pernambuco, au cours des années 1950, 1960 et au début des années 1970, plus de 3 300 espèces ont été observées par un seul groupe de mycologues. Étant donné que les meilleures estimations actuelles suggèrent qu'environ 7 % seulement de la véritable diversité mondiale des espèces fongiques a été découverte jusqu'à présent, la plupart des espèces connues ayant été décrites dans des régions tempérées, le nombre d’espèces de champignons présentes au Brésil est probablement beaucoup plus élevé.
En raison de la croissance économique et démographique relativement explosive du pays au siècle dernier, la capacité du Brésil à protéger ses habitats environnementaux est de plus en plus menacée. L'exploitation forestière intensive dans les forêts du pays, en particulier en Amazonie, tant officielle qu'illégale, détruit chaque année des zones de la taille d'un petit pays, et potentiellement une grande variété de plantes et d'animaux. Cependant, comme diverses espèces possèdent des caractéristiques particulières ou sont constituées de manière intéressante, certaines de leurs capacités sont copiées pour être utilisées dans la technologie (voir bionique), et le potentiel de profit peut engendrer un frein à la déforestation.

## Écorégions
L'immense territoire du Brésil est subdivisé en différentes écorégions dans plusieurs types de biomes. En raison de la grande variété d'habitats au Brésil, des jungles de la forêt amazonienne et de la forêt atlantique, à la savane tropicale du Cerrado, en passant par les broussailles xériques de la Caatinga, jusqu'à la plus grande zone humide du monde, le Pantanal, il existe également une grande variété d'animaux sauvages.

## Faune

### Mammifères et reptiles terrestres

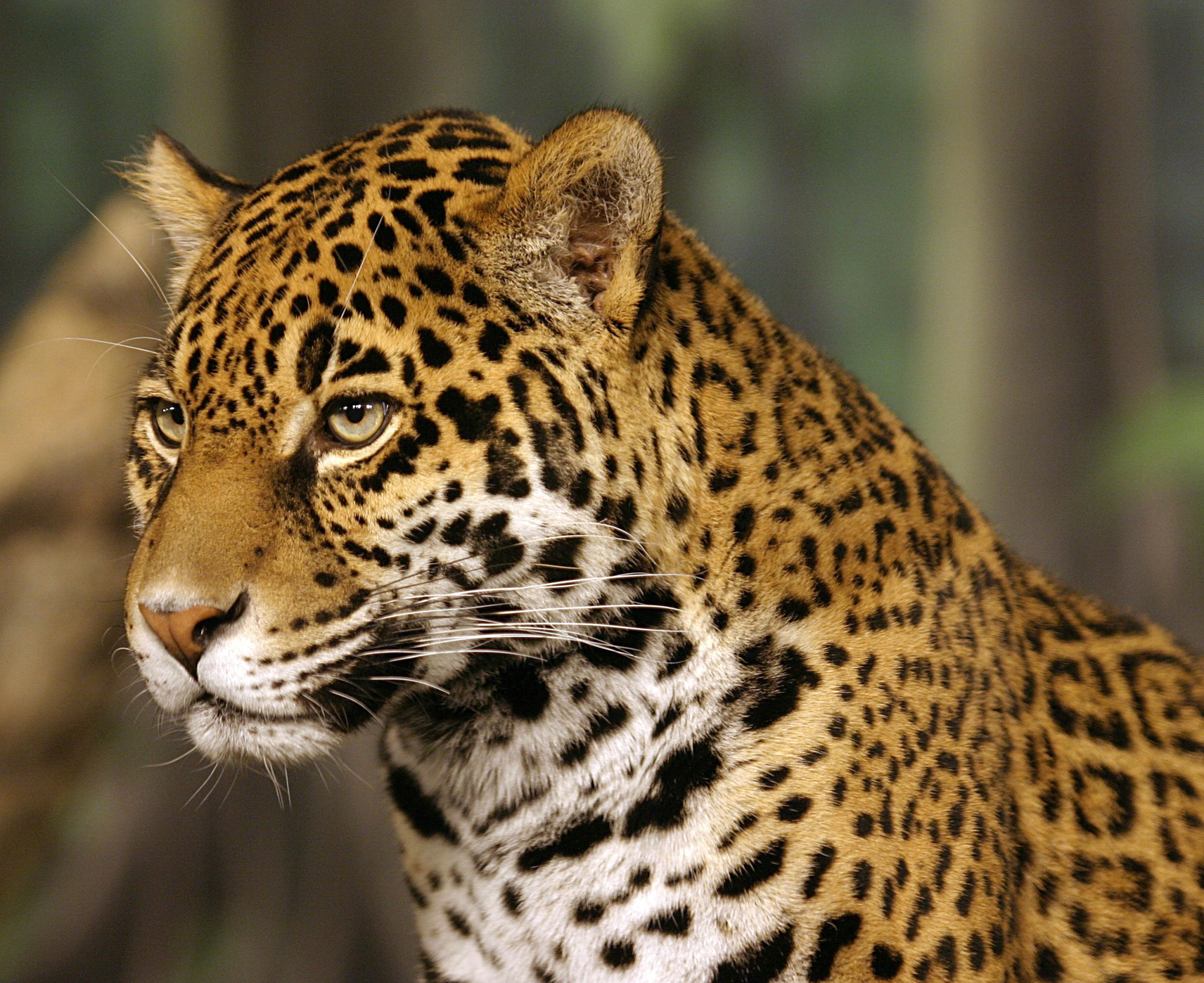
Un jaguar.

Les canidés sauvages qui se rencontrent au Brésil sont le loup à crinière, le chien des buissons, le renard chenu, le chien des buissons aux oreilles courtes, le renard des savanes et le renard d'Aszara (appelé aussi zorro). Les félins vivant au Brésil sont le jaguar, le puma, le margay, l'ocelot, l'oncille et le jaguarondi, ainsi que le colocolo (chat des pampas). D'autres animaux notables comprennent le tamanoir (fourmilier géant), plusieurs espèces de paresseux et de tatous, le coati, le kinkajou, la loutre géante, le tapir, les pécaris, le cerf des marais, le cerf des pampas, et le coendou (ou porc-épic brésilien). Il existe environ 131 espèces de primates (en 2022), dont le singe hurleur, le singe capucin, le singe écureuil, le ouistiti, le titi et le tamarin,. Les marsupiaux sont représentés par les opossums, dont l'opossum commun. Les rongeurs les plus imposants sont le capybara (le plus grand rongeur existant au monde), le pacarana, l'agouti, le coypou et le paca. 
Le serpent le plus connu est sans doute l'anaconda, souvent décrit comme le plus grand serpent de la planète. Ce boa d'eau a été mesuré jusqu'à 9,1 m, mais des rapports historiques (controversés) indiquent que les peuples autochtones et les premiers explorateurs européens revendiquent des anacondas de 30 m de long,. Le boa constricteur et le boa canin sont eux aussi célèbres. Le pays abrite de nombreux serpents venimeux, dont des crotales, le maître de la brousse (surucucu) étant le plus grand de tous. Parmi les sauriens, l'iguane vert (ou commun) est à mentionner.   

### Oiseaux

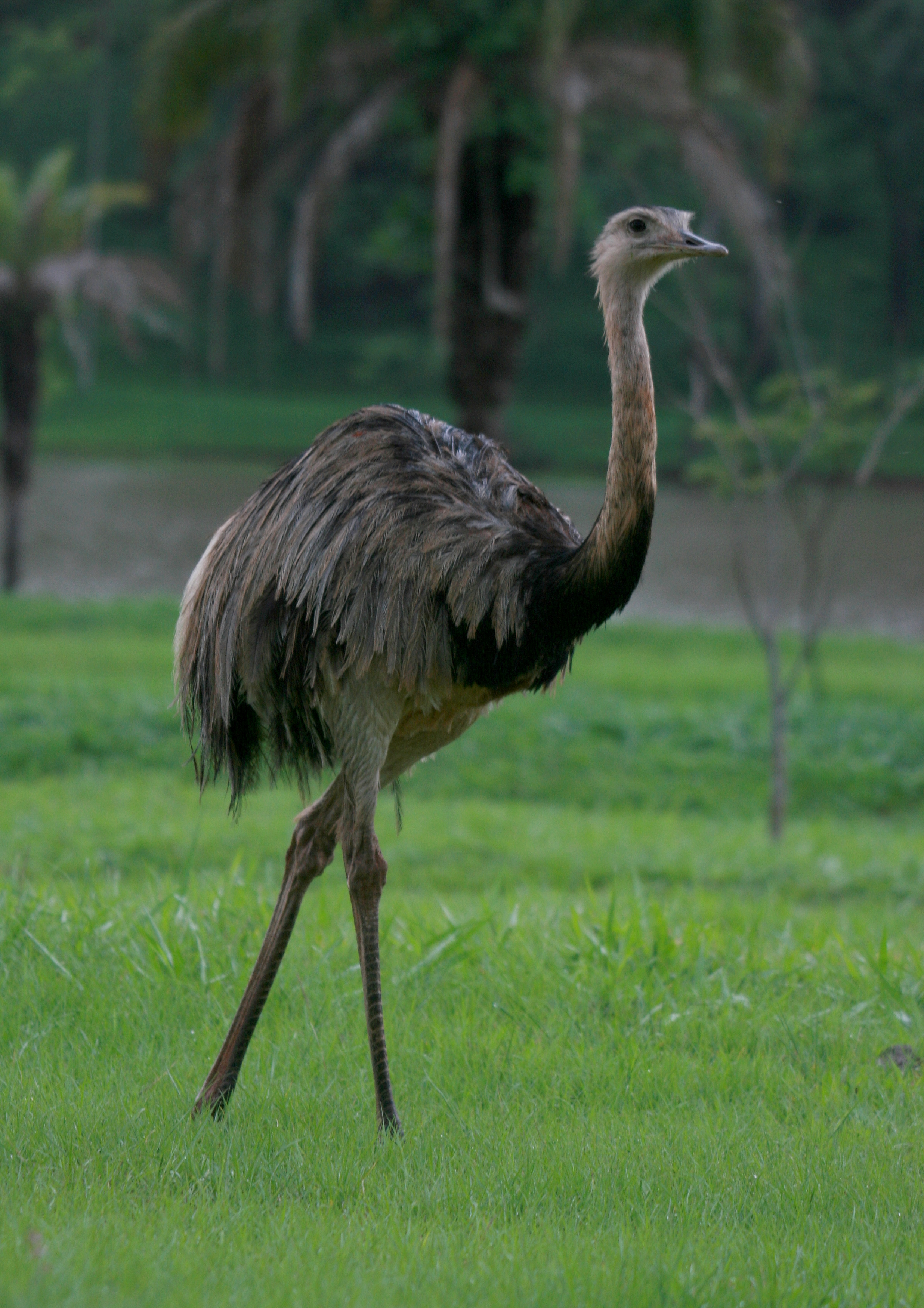
Un nandou d'Amérique.

Le Brésil se classe troisième (derrière la Colombie et le Pérou) sur la liste des pays avec le plus grand nombre d'espèces d'oiseaux, avec 1 622 espèces identifiées dont plus de 70 espèces de perroquets. Le pays héberge 60% des espèces existantes en Amérique latine. Il compte 191 oiseaux endémiques. La diversité des familles d'oiseaux représentées est également vaste, allant des perroquets aux couleurs vives, des toucans et des trogons aux flamants roses, canards, vautours, faucons, aigles (dont la harpie féroce, plus grand aigle d'Amérique du Sud), hiboux, cygnes et colibris. Des oiseaux de mer (phaétons, puffins) vivent sur les îles brésiliennes de l'Océan Atlantique. Il existe même des espèces de manchots séjournant l'hiver au Brésil.
Le plus grand oiseau trouvé au Brésil est le nandou, un ratite incapable de voler, semblable à l'émeu.

### Animaux aquatiques et amphibiens

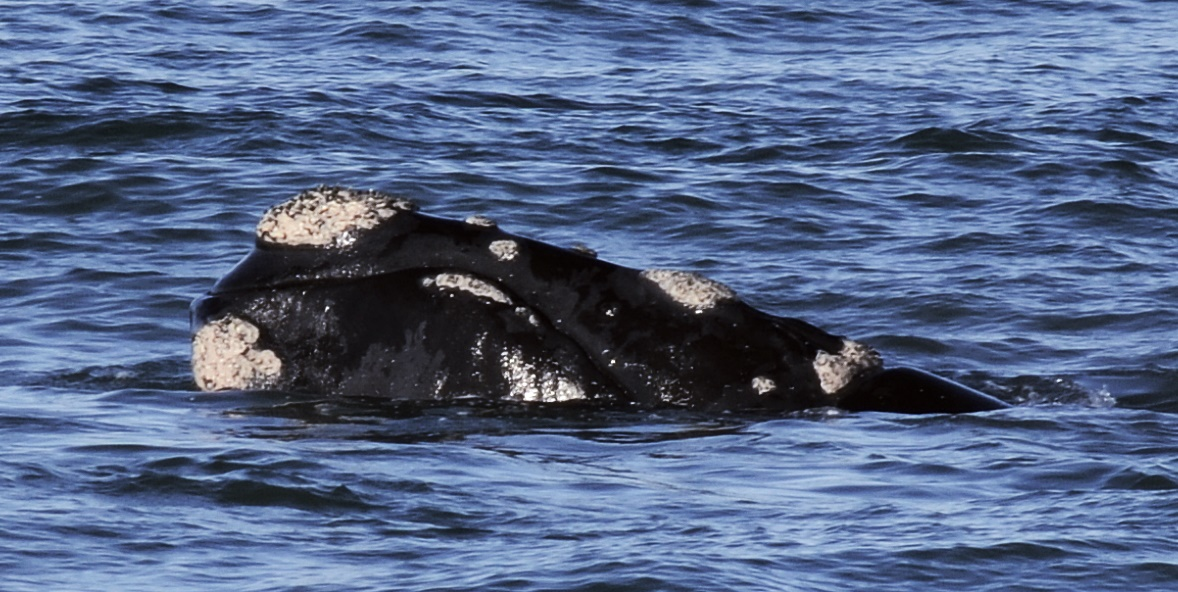
Baleine franche australe, Florianópolis.

Le Brésil compte plus de 3 000 espèces identifiées de poissons d'eau douce et plus de 500 espèces d'amphibiens. Comme ailleurs en Amérique du Sud, la majorité des espèces de poissons d'eau douce sont des Characiformes (dont le plus connu est le piranha) et des siluriformes (poissons-chat), mais il existe également de nombreuses espèces appartenant à d'autres groupes comme les Cyprinodontiformes et les cichlidés. Alors que la majorité des espèces de poissons du Brésil sont originaires de l'Amazonie, des bassins fluviaux Paraná – Paraguay et São Francisco, le pays possède également un nombre inhabituellement élevé de poissons cavernicoles avec 25 espèces (15 % du total mondial) connues.
D'autres animaux aquatiques présents au Brésil comprennent le dauphin rose (le plus grand dauphin d'eau douce du monde), le lamantin d'Amazonie, les caïmans (comme le caïman noir), le gymnote électrique et le pirarucu (l'un des plus gros poissons de rivière du monde). Les grenouilles empoisonnées aux couleurs vives sont également familières.

### Invertébrés
La plus grande araignée du monde, la mygale goliath (également appelée mygale mangeuse d'oiseaux) se rencontre dans certaines régions du Brésil. On y trouve également diverses sortes de scorpions (dont le scorpion-jaune endémique).
On pense que le Brésil compte plus d'insectes que n’importe quel autre pays au monde. On estime qu'il en compte plus de 70 000 espèces et certaines estimations vont jusqu'à 15 millions, de nouvelles espèces étant découvertes presque quotidiennement. Un rapport de 1996 estimait entre 50 000 et 60 000 espèces d'insectes et d'araignées dans un seul hectare de forêt tropicale. On trouve par exemple au Brésil environ 520 espèces de thysanoptères appartenant à six familles réparties en 139 genres.
Il existe 1 107 espèces connues de mollusques non marins vivant à l’état sauvage au Brésil.

## Flore

### Plantes

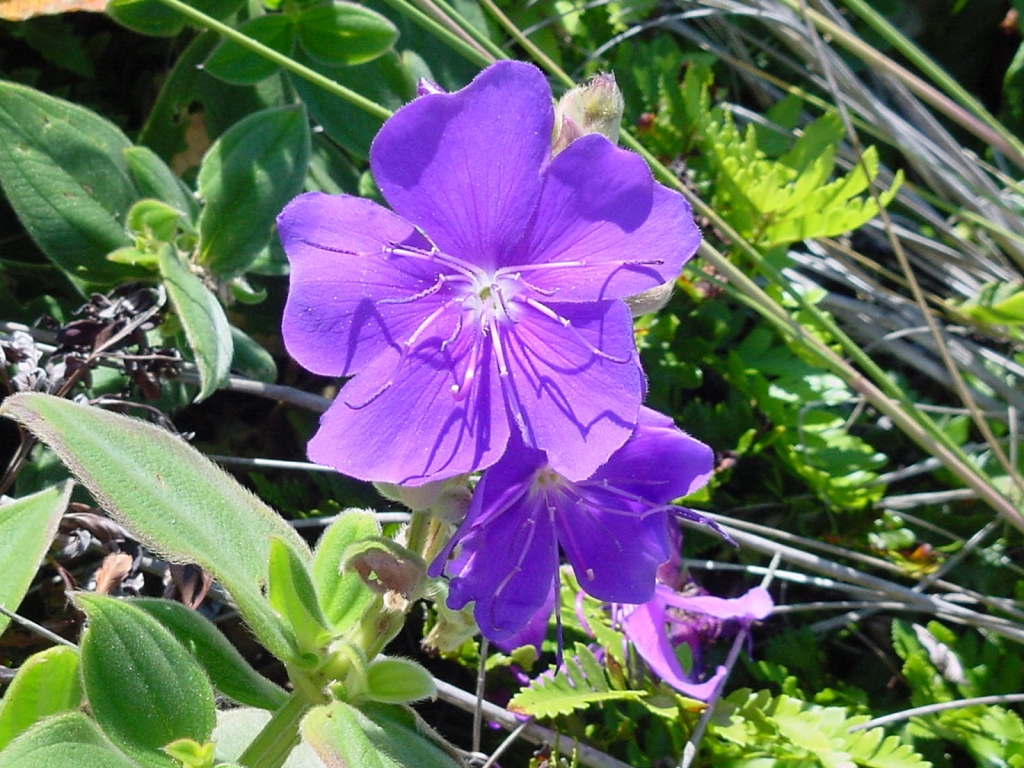
Fleur de princesse.

Le Brésil compte 55 000 espèces de plantes recensées, soit le nombre le plus élevé de tous les pays. Environ 30 % de ces espèces sont endémiques au Brésil . La région de la forêt atlantique abrite des forêts tropicales et subtropicales humides, des forêts tropicales sèches, des savanes tropicales et des forêts de mangroves. La région du Pantanal est une zone humide et abrite 3 500 espèces de plantes connues. Le Cerrado est biologiquement la savane la plus diversifiée au monde.
L'arbre Pernambouc (également connu sous les noms de bois-brésil ou pau-brasil et qui est à l'origine du nom du pays) était une plante commune le long de la côte atlantique du Brésil. Mais l'exploitation forestière excessive de ce bois précieux et de la teinture rouge de l'écorce l'ont poussé vers l'extinction. Cependant, depuis l'avènement des colorants synthétiques, le pau-brasil est moins récolté,.
Partout au Brésil, dans tous les biomes, se trouvent des centaines d'espèces d'orchidées, y compris celles des genres Cattleya, Oncidium et Laelia.

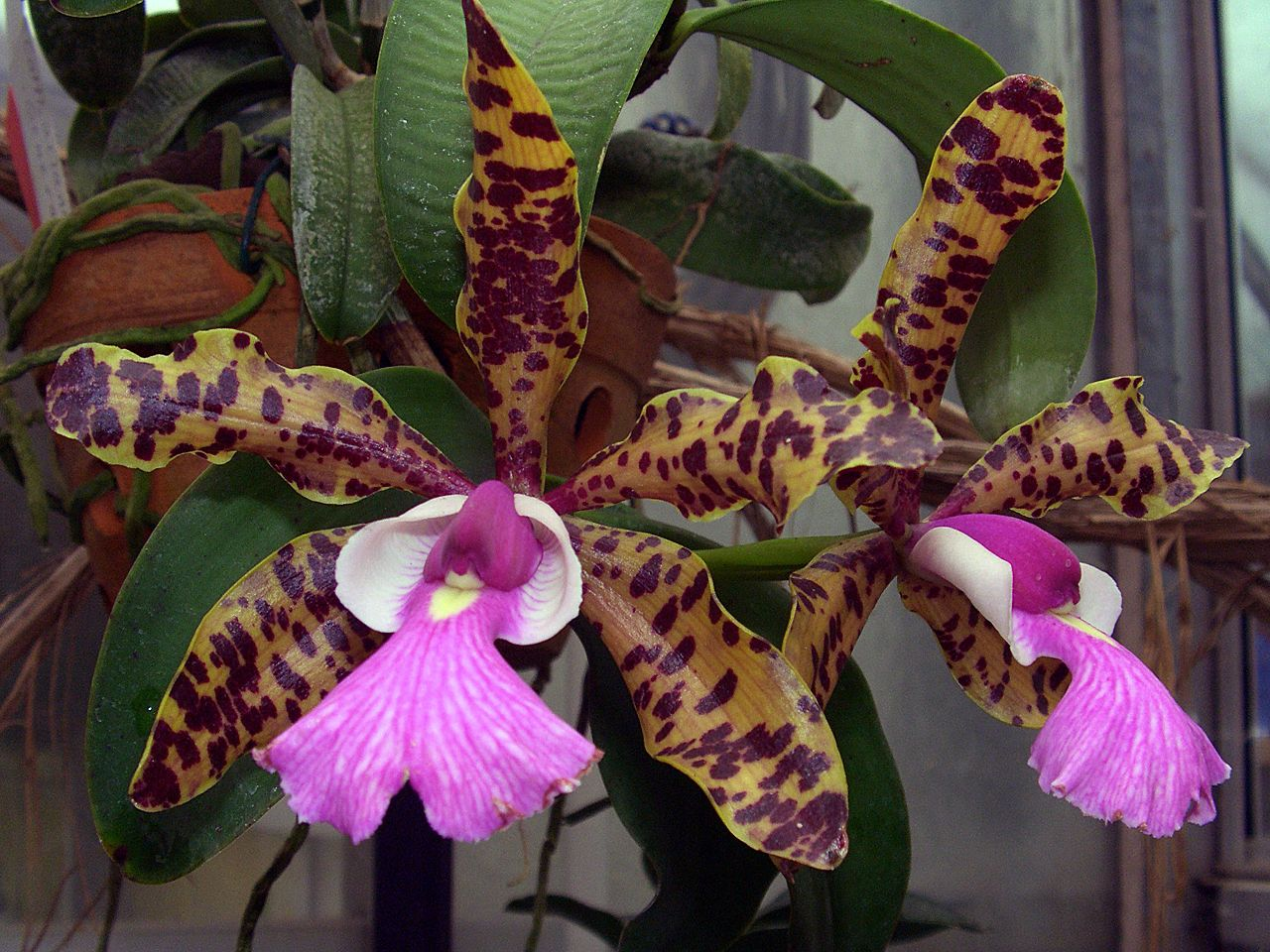
Cattleya aclandiae ou Cattleya de Lady Ackland.

Le long de la frontière avec le Venezuela se trouve le mont Roraima, qui abrite de nombreuses plantes carnivores. Les plantes ont évolué pour digérer les insectes en raison du sol oligotrophe (faible niveau de nutriments) du tepuy.

### Champignons
La diversité des champignons du Brésil  -même la petite quantité connue jusqu'à présent des scientifiques - est étonnante. En utilisant uniquement la microscopie conventionnelle et en examinant des feuilles vivantes récoltées sur diverses plantes, le mycologue Batista et son équipe, travaillant à Pernambuco dans les années 1950, 1960 et 1970, ont régulièrement enregistré plus d'une espèce fongique, et parfois jusqu'à dix sur une seule feuille. Bien que les informations sur les champignons dans le monde restent très fragmentées, une estimation préliminaire, basée uniquement sur les travaux de Batista, montre que le nombre d'espèces fongiques potentiellement endémiques au Brésil dépasse déjà les 2 000 espèces. De plus, les champignons sont très souvent observés au Brésil.

## Menaces sur la faune

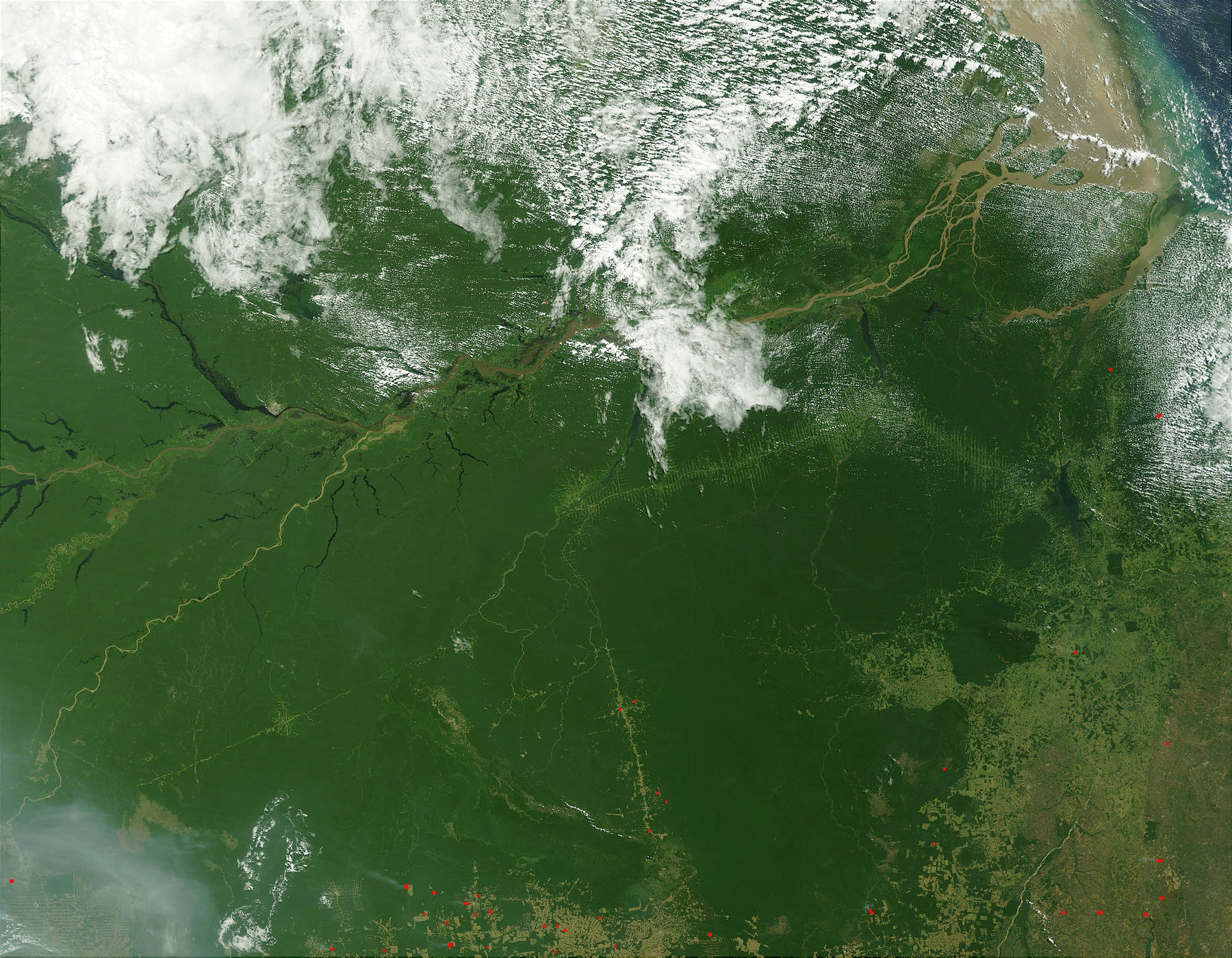
En bas à droite et en bas au centre, la déforestation et la culture sont mises en évidence par les formes régulières et rectangulaires qui délimitent les parcelles.

Plus d'un cinquième de la forêt amazonienne du Brésil a été complètement détruite et plus de 70 mammifères sont en voie de disparition. La menace d'extinction provient de plusieurs sources, notamment la déforestation et le braconnage. L'extinction est encore plus problématique dans la forêt atlantique, où près de 93 % de la forêt a été défrichée. Sur les 202 animaux menacés au Brésil, 171 se trouvent dans la forêt atlantique. Actuellement, 6,4 millions d'hectares d’écosystème tropical ont été complètement éliminés pour cultiver la canne à sucre destinée à la production d'éthanol. Et 1,8 million d'hectares supplémentaires devraient être plantés au cours des quatre prochaines années. 70 à 85 % de l'énergie utilisée dans les transports au Brésil provient de l'éthanol ou de divers mélanges d'éthanol et de carburants à base de pétrole. Seulement 15 à 20 % environ proviennent du pétrole importé. Ce programme national massif de biocarburants a été dévastateur pour la diversité de la faune tropicale et pour le climat et l’environnement mondial.

## Emblèmes nationaux
| Oiseau national | Merle à ventre roux (sabiá)                     |
| Fleur nationale | Araguaney – Tecoma chrysostricha                |
| Arbre national  | Pernambouc ou Pau-Brasil – Caesalpinia echinata |